# Patrick Griesheimer
Patrick Griesheimer (zeitweilig auch Patrick Hansen) (* 1975/1976) ist ein deutscher Footballtrainer und ehemaliger -spieler.

## Laufbahn
Griesheimers Footballvereinskarriere nahm 1991 bei den Groß-Gerau Gators ihren Anfang. Von 1993 bis 1996 spielte er bei den Darmstadt Diamonds in der zweiten Liga.
Griesheimer, der im Jahr 2000 mit der deutschen Nationalmannschaft Silber bei der Europameisterschaft errang, spielte bei den Hanau Hawks und gewann mit ihnen 1998 den EFAF Cup. Er gehörte zur Mannschaft der Aschaffenburg Stallions, in der Saison 2000 dann der Hamburg Blue Devils. Er wurde in der Offensive Line eingesetzt. 2001 ging er innerhalb der höchsten deutschen Spielklasse (GFL) in die Südstaffel zurück und schloss sich den Rüsselsheim Razorbacks an. In den Farben der Nationalmannschaft trug er im Jahr 2001 zum Gewinn des Europameistertitels bei.
Im Sommer 2003 nahm er mit der Nationalmannschaft an der Weltmeisterschaft teil und landete mit der deutschen Auswahl dort auf dem dritten Platz. Im Vorfeld des Spieljahres 2004 verließ der 1,91 Meter messende Griesheimer die Rüsselsheimer und verstärkte fortan den Zweitligisten Wiesbaden Phantoms. 2005 gewann er nunmehr unter dem Namen Patrick Hansen mit der Nationalmannschaft die World Games in Duisburg. Er spielte bis 2005 in Wiesbaden.
Schon zu seiner Spielerzeit war er als Trainer im Jugendbereich tätig, zudem gehörte er dem Stab der Hessenauswahl an. Als Assistenztrainer wurde er in Wiesbaden als Koordinator des Angriffsspiels tätig (2006 und 2007), hatte dieses Amt dann in der Saison 2008 bei der GFL-Mannschaft Marburg Mercenaries inne. In den Spieljahren 2010 und 2013 gehörte er dem Trainerstab von Frankfurt Universe (damals Regionalliga beziehungsweise zweite Liga) an. Von 2014 bis 2017 war er Cheftrainer der Wiesbaden Phantoms in der zweiten Liga. In der Spielzeit 2018 war er erneut als Angriffskoordinator in Marburg in der GFL beschäftigt, zur 2019er Saison ging er nach Frankfurt zurück und wurde Angriffskoordinator der Universe-Mannschaft (mittlerweile GFL).
Im Jahr 2021 wurde Griesheimer in der europäischen Spielklasse ELF Offensive Coordinator bei der neugegründeten Frankfurt Galaxy. Im ersten Jahr holte die Galaxy die Meisterschaft. Nach der Saison 2023 beendeten Griesheimer und Galaxy die Zusammenarbeit.